# Tanguy Zoukrou
Tanguy Banhie-Zoukrou (* 7. Mai 2003) ist ein französischer Fußballspieler, der aktuell beim BSC Young Boys in der Super League spielt.

## Karriere

### Verein
Zoukrou begann seine fußballerische Ausbildung bei FO Plaisir, wo er von 2010 bis 2017 spielte. Anschließend spielte er drei Jahre lang beim AC Boulogne-Billancourt. Im Sommer 2020 wechselte er zum Ligue-2-Klub ES Troyes AC. Am 7. August 2021 (1. Spieltag) debütierte er nach dem Aufstieg in die Ligue 1 bei der 1:2-Niederlage gegen Paris Saint-Germain nach später Einwechslung.
Im Juli 2024 wechselte er in die Schweiz zum BSC Young Boys.

### Nationalmannschaft
Seit September 2021 spielt Zoukrou für die französischen U19-Junioren.